# Ринчетова Граба
Ринчетова Граба (словен. Rinčetova Graba) је насељено место у општини Љутомер, Помурска регија, Словенија.

## Историја
До територијалне реорганизације у Словенији била је у саставу старе општине Љутомер.

## Становништво
У попису становништва из 2011. године, Ринчетова Граба је имала 105 становника.
| Број становника према пописима | Број становника према пописима | Број становника према пописима |
| ------------------------------ | ------------------------------ | ------------------------------ |
| 1991                           | 2002                           | 2011                           |
| 108                            | 108                            | 105                            |